# Strymon eremica
Strymon eremica is een vlinder uit de familie van de Lycaenidae. De wetenschappelijke naam van de soort werd als Thecla eremica in 1949 gepubliceerd door Hayward.

## Synoniemen
- Strymon lariyojoa Johnson, Eisele & MacPherson, 1990
- Strymon barbara Johnson, Eisele & MacPherson, 1990
- Strymon nicolayi Johnson, Eisele & MacPherson, 1990